# Rie Rasmussen
Rie Rasmussen (14 de febrero de 1978) es una actriz, directora, escritora, modelo y fotógrafa danesa.
Fue descubierta a la edad de 15 años de vacaciones en Nueva York.

## Cine
Después de asistir a una escuela de cinematografía, Rasmussen hizo su entrada en la industria del cine cuando actuó en el thriller erótico de Brian De Palma, Femme Fatale, protagonizado por la exmodelo Rebecca Romijn. A Rasmussen le fue dado el papel porque el director se había quedado impresionado por sus novelas cortas basadas en anécdotas suyas. Junto a Travis Marshall, escribió y dirigió dos cortometrajes, el cual uno de ellos, Thinning the Herd, fue seleccionado para participar en diversos festivales de cine alrededor del mundo, incluyendo el Quentin Tarantino Film Festival en Austin y el Cannes Film Festival, donde fue proyectado el metraje. También aparece en el papel protagónico de la obra de Luc Besson, Angel-A.
Su primera película, Human Zoo, fue escrita, dirigida y producida por ella. Human Zoo fue seleccionada para el 2009 Berlin Film Festival y abrió la sección Panorama. El drama está basado en la historia de su hermana vietnamita mientras espera a que le den su ciudadanía, junto con el conflicto en Kosovo. La película habla de xenofobia y violencia.

## Arte
Además de su carrera en el cine, Rasmussen es una artista visual. Su libro de arte y fotografía, Grafiske Historier (Historias gráficas) fue publicado bajo el seudónimo de Lilly Dillon (un personaje de la novela The Grifters de Jim Thompson, una de sus escritoras favoritas). Como fotógrafa sus imágenes han sido incluidas en revistas como Vogue Italia y Vogue Paris.

## Modelaje
Su papel en Femme Fatale atrajo la atención en el círculo de la moda, y fue elegida como rostro de Gucci bajo el director Tom Ford. Ella ha dicho que considera que el modelaje es muy parecido a la actuación. Ha trabajado con casas de moda como Donna Karan, Yves Saint Laurent, Giorgio Armani, Dolce & Gabbana, Fendi, Chanel, y Victoria's Secret. Mientras trabaja como modelo continúa escribiendo y haciendo cortometrajes.